# Euprotomicroides zantedeschia
Euprotomicroides zantedeschia är en hajart som beskrevs av Hulley och Penrith 1966. Euprotomicroides zantedeschia ingår i släktet Euprotomicroides och familjen Dalatiidae. IUCN kategoriserar arten globalt som otillräckligt studerad. Inga underarter finns listade i Catalogue of Life.